# Autofradates de Tapuri
Autofradates (en llatí Autophradates, en grec antic Αὐτοφραδάτης) va ser sàtrapa dels Tapurii (tapuris). Quint Curci Ruf l'anomena Phradates.
Governava sobre aquest poble situat a la riba del mar Caspi per mandat del rei aquemènida Darios III de Pèrsia. A la batalla de Gaugamela, l'any 331 aC, va lluitar a l'ala dreta de l'exèrcit aquemènida contra Alexandre el Gran. L'any 330 aC es va sotmetre a Alexandre a la ciutat de Sari, després d'haver fet la pau amb Cràter d'Orèstia i Erigi, generals d'Alexandre. per això va poder mantenir el govern dels seus territoris.
L'any 328 aC, el sàtrapa de Pàrtia i Hircània, Fratafernes el va fer presoner en nom d'Alexandre, probablement perquè havia participat en una revolta contra el rei macedoni. Fratafernes va governar sobre els territoris d'Autofradates. Quan Alexandre va tornar de l'Índia, el 325 aC o el 324 aC, en va ordenar la seva execució.
No pot ser confós amb Autofradates, el general de l'Àsia Menor i cap de la flota l'any 333 aC que podria haver estat sàtrapa a Lídia.